# Suchý vrch - Naděje
Suchý vrch - Naděje este o arie protejată (arie specială de conservare — SAC, sit de importanță comunitară — SCI) din Republica Cehă întinsă pe o suprafață de 187,75 ha, integral pe uscat.

## Localizare
Centrul sitului Suchý vrch - Naděje este situat la coordonatele 50°49′11″N 14°38′41″E / 50.819722°N 14.644722°E.

## Înființare
Situl Suchý vrch - Naděje a fost declarat sit de importanță comunitară în aprilie 2005 pentru a proteja 2 specii de animale. Situl a fost protejat și ca arie specială de conservare în iulie 2012.

## Biodiversitate
Situată în ecoregiunea continentală, aria protejată conține 5 habitate naturale: Peșteri inaccesibile publicului, Pajiști uscate europene, Pante stâncoase silicioase cu vegetație casmofită, Păduri de fag Asperulo-Fagetum, Păduri de fag Luzulo-Fagetum.
La baza desemnării sitului se află mai multe specii protejate de  mamifere (2): liliac cârn (Barbastella barbastellus), liliac cu urechi mari (Myotis bechsteinii).